# Sierra Madre (góry w Kalifornii)
Sierra Madre, Sierra Madre Mountains – łańcuch górski w północnej części hrabstwa Santa Barbara, w amerykańskim stanie Kalifornia. Łańcuch jest częścią nadbrzeżnej (wzdłuż Pacyfiku) części północnego fragmentu Kordylierów. Góry rozciągają się od północnego zachodu na północny wschód na długości około 40 km. Najwyższy szczyt nazywa się MacPherson Peak i wznosi się na wysokość 1 783 m n.p.m. Południowy koniec łączy się z górami San Rafael. Jest to najwyższy punkt hrabstwa Santa Barbara, jedyne miejsce pokrywające się zimą śniegiem.